# Yu Dafu
Yu Dafu (ur. 7 grudnia 1896 w Fuyang, zm. 17 września 1945 na Sumatrze) – chiński pisarz.

## Życiorys
Urodził się w Fuyang w prowincji Zhejiang. Był synem drobnego urzędnika. W latach 1913–1922 studiował na Uniwersytecie Tokijskim. W 1921 roku wspólnie z Guo Moruo i Tian Hanem założył stowarzyszenie literackie Chuanzaoshe, promujące literaturę tworzoną w języku wernakularnym (baihua). W tym samym roku debiutował częściowo autobiograficzną nowelą pt. Chenlun, w której poruszał problem samotności, wyobcowania i seksualnego niespełnienia. Związany z Ruchem Nowej Kultury, w swojej twórczości głosił idee antyfeudalne i antyimperialistyczne. W powieści Chunfeng chenzui de wanshang (1923) poruszał tematykę społeczną. Na przełomie lat 20. i 30. zaangażował się w działalność związkową, był członkiem Ligi Pisarzy Lewicowych. Po wybuchu wojny chińsko-japońskiej przebywał w Wuhanie, Hangzhou i następnie w Singapurze, publikując artykuły wzywające do walki z najeźdźcą. Po upadku Singapuru w 1942 roku ukrywał się na Sumatrze. Pod koniec wojny w 1945 roku został rozpoznany i aresztowany przez japońską tajną policję Kempeitai, a następnie zamordowany.